# Quả bóng vàng FIFA 2014
2014 FIFA Ballon d'Or Gala là năm thứ năm của giải thưởng FIFA dành cho các cầu thủ bóng đá hàng đầu và huấn luyện viên của năm. Các giải thưởng đã được trao tại Zürich vào ngày 12 tháng 1 năm 2015.
Tiền đạo Cristiano Ronaldo của Real Madrid và Bồ Đào Nha đã giành Quả bóng Vàng FIFA với tư cách là Cầu thủ xuất sắc nhất thế giới lần thứ hai liên tiếp đầy tranh cãi. Khi mà năm 2014, giới chuyên môn đa số nhận định danh hiệu này sẽ thuộc về thủ môn Manuel Neuer, người đã thi đấu chói sáng góp công lớn giúp hùm xám Bayern Munich thống trị ở giải quốc nội và đặc biệt là góp công lớn giúp Đức lần thứ 4 vô địch World Cup 2014. Ngoài ra, Lionel Messi cũng có một mùa giải xuất sắc, khi giành danh hiệu cầu thủ hay nhất World Cup 2014. Đây là Quả bóng Vàng thứ ba của anh ấy giành chiến thắng chung cuộc, đặt anh ấy đứng thứ hai chỉ sau Lionel Messi để giành được nhiều chiến thắng nhất trong lịch sử giải thưởng. Nadine Keßler được vinh danh là Cầu thủ xuất sắc nhất thế giới của nữ, trong khi Joachim Löw nhận giải Huấn luyện viên thế giới của bóng đá nam và Ralf Kellermann, huấn luyện viên của năm cho bóng đá nữ. Buổi lễ được tổ chức bởi Kate Abdo.
Người chiến thắng và người được đề cử
Vào cuối tháng 10 năm 2014, FIFA đã tiết lộ danh sách rút gọn cho Quả bóng vàng FIFA, Cầu thủ xuất sắc nhất thế giới của FIFA và Huấn luyện viên của năm của FIFA. Danh sách cho các giải thưởng của nữ đã được tiết lộ vào ngày 24 tháng 10 và danh sách của nam đã được tiết lộ vào ngày 28 tháng 10.
Kết quả cho Quả bóng vàng FIFA 2014 là: 
| Hạng | Cầu thủ           | Quốc tịch  | Câu lạc bộ     | Phiếu bầu (%) |
| ---- | ----------------- | ---------- | -------------- | ------------- |
| 1    | Cristiano Ronaldo | Bồ Đào Nha | Real Madrid    | 37.66%        |
| 2    | Lionel Messi      | Argentina  | Barcelona      | 15.76%        |
| 3    | Manuel Neuer      | Đức        | Bayern München | 15.72%        |

20 người đàn ông sau đây ban đầu đã gây tranh cãi cho Quả bóng vàng FIFA 2014: [5] [4]
| Cấp | Cầu thủ            | Quốc tịch   | Câu lạc bộ                     | Phiếu bầu |
| --- | ------------------ | ----------- | ------------------------------ | --------- |
| 4   | Arjen Robben       | Hà Lan      | Bayern Munich                  | 7.17%     |
| 5   | Thomas Müller      | Đức         | Bayern Munich                  | 5.42%     |
| 6   | Philipp Lahm       | Đức         | Bayern Munich                  | 2.90%     |
| 7   | Neymar             | Brazil      | Barcelona                      | 2.21%     |
| 8   | James Rodríguez    | Colombia    | Monaco, Real Madrid            | 1.47%     |
| 9   | Toni Kroos         | Đức         | Bayern Munich, Real Madrid     | 1.43%     |
| 10  | Ángel Di María     | Argentina   | Real Madrid, Manchester United | 1.29%     |
| 11  | Diego Costa        | Tây Ban Nha | Atletico Madrid, Chelsea       | 1.02%     |
| 12  | Gareth Bale        | Xứ Wales    | Real Madrid                    | 1.00%     |
| 13  | Zlatan Ibrahimović | Thụy Điển   | Paris Saint-Germain            | 1.00%     |
| 14  | Yaya Toure         | Bờ biển Ngà | Manchester City                | 0.86%     |
| 15  | Mario Gotze        | Đức         | Bayern Munich                  | 0.84%     |
| 16  | Karim Benzema      | Pháp        | Real Madrid                    | 0.75%     |
| 17  | Andrés Iniesta     | Tây Ban Nha | Barcelona                      | 0.67%     |
| 18  | Schweinsteiger     | Đức         | Bayern Munich                  | 0.57%     |
| 19  | Javier Mascherano  | Argentina   | Barcelona                      | 0.55%     |
| 20  | Thibaut Courtois   | Bỉ          | Atletico Madrid Chelsea        | 0.51%     |
| 21  | Eden Hazard        | Bỉ          | Chelsea                        | 0.47%     |
| 22  | Paul Pogba         | Pháp        | Juventus                       | 0.40%     |
| 23  | Sergio Ramos       | Tây Ban Nha | Real Madrid                    | 0.33%     |